# Canterbury Scene
Canterbury Scene (eller Canterbury Sound) er et begreb som bliver brugt til at beskrive en gruppe progressive rockmusikere som holdt til omkring byen Canterbury, Kent, England i de sene 1960'ere og tidlige 1970'ere.

## Rødder
Musikerne var ikke forbundet af særlig stærke musiske ligheder, men en vist lunefuldhed,  anstrøg af psykedelia og en brug af improvisation afledt fra jazz er meget ofte elementer i deres værker.
Scenen havde sine rødder i Wilde Flowers, et band fra 1964 som, på forskellige tidspunkter, var hjem for nogle af stifterne af både Soft Machine og Caravan, som så 'ydede' musikere til flere senere bands.
Tilblivelsen af Canterbury Sound kan delvist spores tilbage til 1960, da den australske beatnik Daevid Allen var logerende i Robert Wyatts forældres gæstehus i Lydden, 16 kilometer syd for Canterbury. Allen medbragte en stor samling jazzplader, en fremmed livsstil og jazztrommeslageren George Niedorf, som senere lærte Wyatt at spille trommer.
I 1963 dannede Wyatt, Allen og Hugh Hopper Daevid Allen Trio (i London) som senere blev til Wilde Flowers, da Allen tog til France.
Canterbury Scene er også kendt for at have nogle musikere, som konstant cirkulerer mellem forskellige Canterbury-baserede bands. Richard Sinclair, for eksempel, har både været med i Wilde Flowers, Camel, Caravan, og Hatfield and the North. Robert Wyatt har spillet i Wilde Flowers, Soft Machine, Matching Mole og har også arbejdet som solokunstner.

## Bands og musikere
- Kevin Ayers
- Camel
- Caravan
- Comus
- Delivery
- Egg
- Gilgamesh
- Gong
  - Daevid Allen
  - Steve Hillage
- Hatfield and the North
- Henry Cow
  - Lindsay Cooper
  - Chris Cutler
  - Fred Frith
  - John Greaves
  - Tim Hodgkinson
- Matching Mole
- National Health
- Quiet Sun
- Short Wave
- Soft Machine
  - Hugh Hopper
- Wilde Flowers
- Robert Wyatt

## Pladeselskaber
...med Canterbury Scene udgivelser
- Burning Shed Records – www.burningshed.com
- Cuneiform Records
- Recommended Records
- Virgin Records
  - Caroline Records
- Harvest Records (et imprint af EMI)
- Vertigo Records
- Voiceprint Records

## Eksterne links
- Collapso – Canterbury Music Family Tree Arkiveret 18. januar 2006 hos  Wayback Machine (engelsk)
- Calyx: The Canterbury Website Arkiveret 7. december 2004 hos  Wayback Machine (engelsk)
- www.progarchives.com Arkiveret 12. februar 2006 hos  Wayback Machine (engelsk)
- Progressive Rock Forum – Melo's Prog Bazaar (engelsk)
- Facelift Magazine Arkiveret 21. maj 2008 hos  Wayback Machine (engelsk)